# Sivas Arena
El Sivas Arena o Nuevo Estadio 4 Eylül (en turco: Yeni 4 Eylül Stadyumu), es un estadio multipropósito ubicado en la ciudad de Sivas, en la región de Anatolia Central, Turquía, el recinto cuenta con una capacidad para 27 532 espectadores y es propiedad del club de fútbol Sivasspor de la Superliga de Turquía. El recinto reemplazo al antiguo Estadio Sivas 4 Eylül construido en 1985 y demolido a comienzos de 2017.
Después de dos años de construcción el estadio fue inaugurado el 14 de agosto de 2016 con el partido entre Sivasspor y Tokatspor (3-1), el primer partido oficial se jugó el 28 de agosto de 2016, entre el Sivasspor y Mersin İdman Yurdu por la TFF Primera División.
El 15 de mayo de 2019 albergó la final de la Copa de Turquía entre Galatasaray y Akhisar Belediyespor con victoria para el primero por 3-1.